# Rallye de Côte d'Ivoire 1984
Le Rallye de Côte d'Ivoire 1984 (16e Rallye Côte d'Ivoire), disputé du 31 octobre au 4 novembre 1984, est la cent-trente-quatrième manche du championnat du monde des rallyes (WRC) courue depuis 1973, et la onzième manche du championnat du monde des conducteurs de rallyes 1984.

## Contexte avant la course

### Le championnat du monde
Ayant succédé en 1973 au championnat international des marques (en vigueur de 1970 à 1972), le championnat du monde des rallyes comprend généralement une douzaine manches, comprenant les plus célèbres épreuves routières internationales, telles le Rallye Monte-Carlo, le Safari ou le RAC Rally. Depuis 1979, le championnat des constructeurs a été doublé d'un championnat pilotes, ce dernier remplaçant l'éphémère Coupe des conducteurs, organisée à seulement deux reprises en 1977 et 1978. Le calendrier 1984 intègre douze manches pour l'attribution du titre de champion du monde des pilotes mais seulement dix sélectives pour le championnat des marques (le Rallye de Suède et le Rallye de Côte d'Ivoire en étant exclus). Les épreuves sont réservées aux catégories suivantes :
- Groupe N : voitures de grande production de série, ayant au minimum quatre places, fabriquées à au moins 5000 exemplaires en douze mois consécutifs ; modifications très limitées par rapport au modèle de série (bougies, amortisseurs).
- Groupe A : voitures de tourisme de grande production, fabriquées à au moins 5000 exemplaires en douze mois consécutifs, avec possibilité de modifications des pièces d'origine ; poids minimum fonction de la cylindrée.
- Groupe B : voitures de grand tourisme, fabriquées à au moins 200 exemplaires en douze mois consécutifs, avec possibilité de modifications des pièces d'origine (extension d'homologation portant sur 10% de la production[2]).

Ayant remporté quatre des dix manches du championnat du monde des pilotes déjà disputées, Stig Blomqvist est en position de force pour remporter le titre 1984. À deux manches de la fin, le pilote suédois compte vingt-trois points d'avance sur le pilote Lancia Markku Alén et vingt-sept sur Hannu Mikkola, son compagnon d'écurie chez Audi. Lancia ayant fait l'impasse sur l'épreuve ivoirienne, seul Mikkola peut encore battre son coéquipier, un scénario improbable car le champion du monde 1983, aidé par Blomqvist dans la conquête du titre la saison précédente, s'est engagé à le laisser gagner cette année. L'équipe Audi étant la seule officiellement engagée en Côte d'Ivoire après le forfait de dernière minute de Peugeot Talbot Sport pour raisons financières, l'issue du championnat est presque conclue.

### L'épreuve
Initialement baptisé Rallye Bandama, du nom d'un des principaux fleuves traversant le pays, le Rallye de Côte d'Ivoire fut créé en 1969. La première édition fut remportée par la Renault 8 Gordini du pilote local Marc Gérenthon. En 1978, l'épreuve fut intégrée au championnat du monde des rallyes. Disputée sur routes ouvertes, presque exclusivement sur terre, la compétition comporte une part importantes de risques, animaux en liberté ou véhicules de transport pouvant à tout moment surprendre les concurrents. Le classement est établi sur la base des pénalités routières, les temps impartis par secteur étant souvent irréalisables. Ayant remporté ce rallye à cinq reprises entre 1971 et 1978, Peugeot y détient le record de victoires.

## Le parcours
- départ : 31 octobre 1984 d'Abidjan
- arrivée : 5 novembre 1984 à Abidjan
- distance : 4 106 km
- surface : majoritairement terre

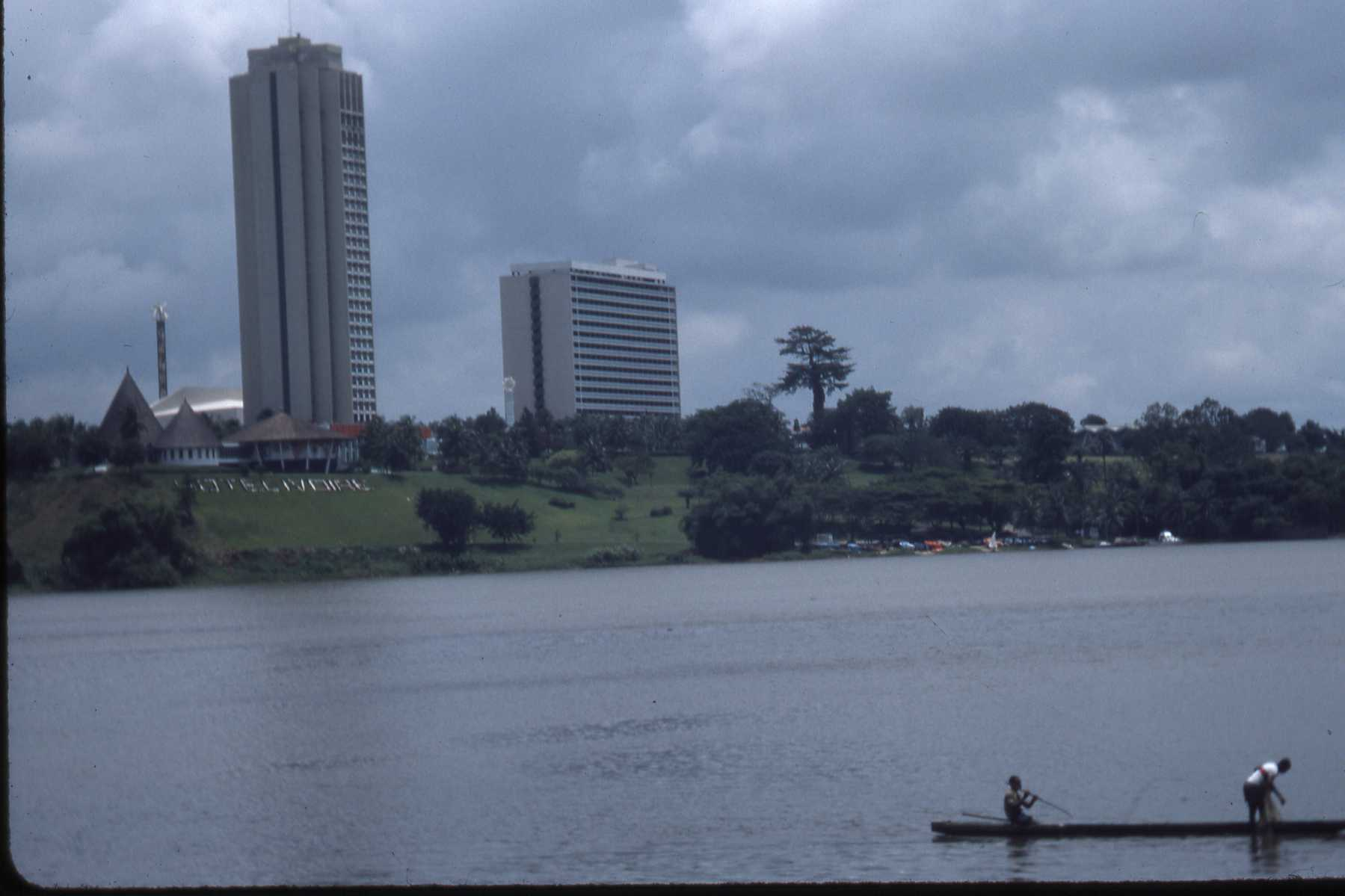
L'Hôtel Ivoire d'Abidjan, point de départ du rallye et d'arrivée du rallye.

- Parcours divisé en trois étapes, comprenant 54 secteurs de liaison, avec 57 contrôles horaires[4] (C.H.)

### Première étape
- Abidjan - Alépé - Bondoukou - Yamoussoukro, du 31 octobre au 1er novembre
- distance : 1 101 km
- 16 secteurs de liaison (17 contrôles horaires, du CH 0 au CH 16)

### Deuxième étape
- Yamoussoukro - Daloa - Divo - Yamoussoukro, le 2 novembre
- distance : 1 242 km
- 16 secteurs de liaison (17 contrôles horaires, du CH 17 au CH 33)

### Troisième étape
- Yamoussoukro - San-Pédro - Taï - San-Pédro - Abidjan, du 3 au 4 novembre
- distance : 1 763 km
- 22 secteurs de liaison (23 contrôles horaires, du CH 34 au CH 56)

## Les forces en présence

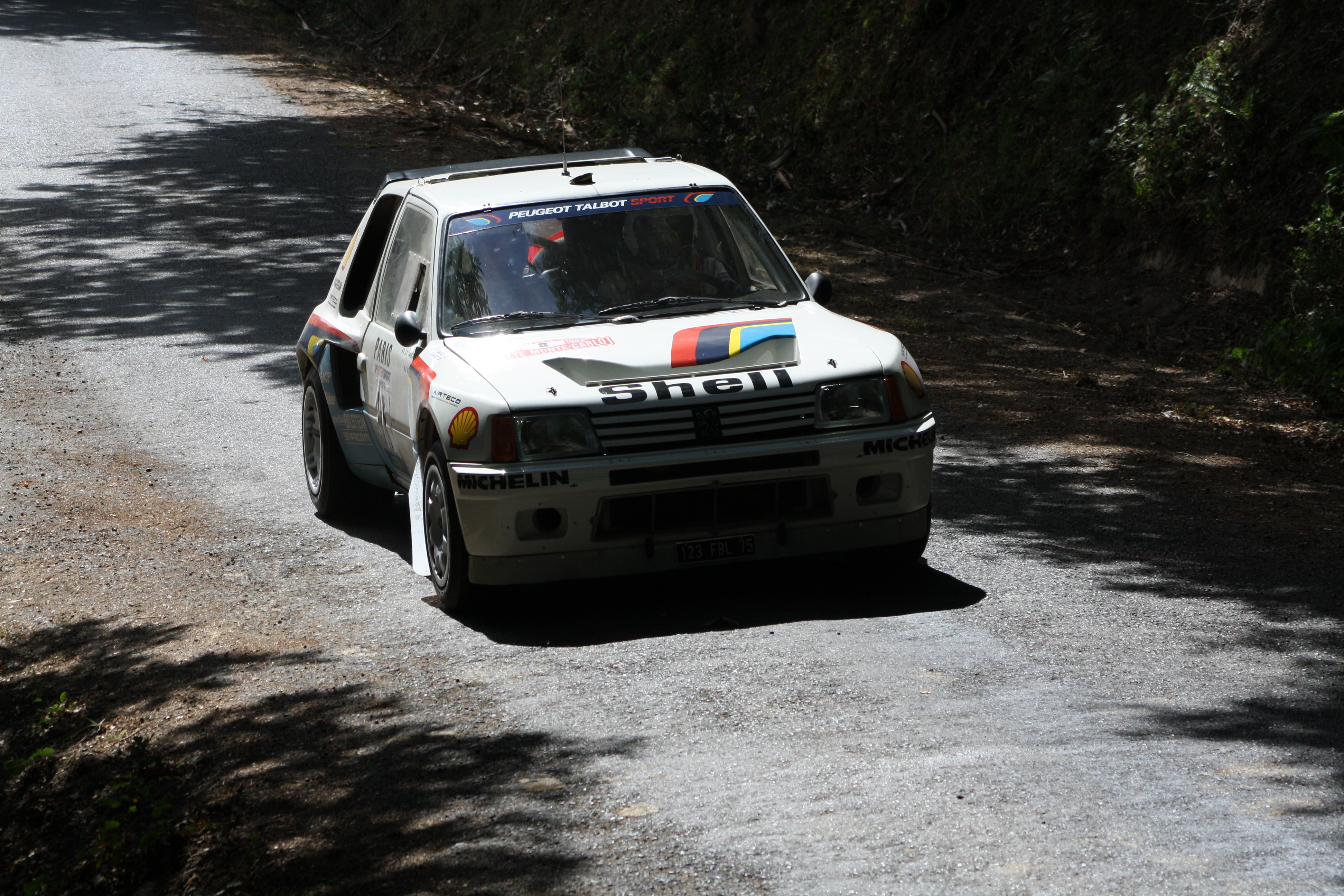
Initialement engagées, les Peugeot 205 Turbo 16 seront les grandes absentes de l'épreuve

Un minimum de cinquante voitures était requis pour que l'épreuve compte pour le championnat du monde et les organisateurs n'ont pas eu la tâche facile pour atteindre ce nombre, la chute des cours agricoles ayant plongé la Côte d'Ivoire dans une crise économique, de nombreux pilotes locaux n'ayant plus les moyens de financer leur participation. Les équipes Audi Sport et Peugeot Talbot Sport avaient toutes deux intégré la manche ivoirienne dans leur calendrier 1984, mais le directeur de l'écurie française, Jean Todt, après avoir sans succès tenté de négocier une aide financière conséquente en échange de cette participation, a annoncé, à seulement quelques semaines du départ, son intention de déclarer forfait pour cette épreuve, préférant envoyer ses équipages en reconnaissance du prochain Safari. Expédiées au Kenya, les Peugeot 205 Turbo 16 d'Ari Vatanen et de Jean-Pierre Nicolas manquent donc à l'appel, Audi restant la seule équipe d'usine présente. Le quota de cinquante voitures a tout de même été atteint, mais bon nombre d'entre elles seront volontairement retirées de la course avant les premières difficultés du parcours.
- Audi

Audi Sport engage une Sport Quattro groupe B pour Stig Blomqvist et une Quattro A2 groupe B pour Hannu Mikkola, Michèle Mouton étant chargée de l'assistance rapide au volant d'une troisième Quattro. Les différents modèles ont la même architecture mécanique (moteur cinq cylindres de 2,1 litres en position longitudinale avant, transmission intégrale permanente) et font tous deux appel à un système d'injection électronique Bosch et à un turbocompresseur KKK. Pesant environ une tonne, la Sport Quattro est beaucoup plus courte que la version A2 (2,20 m d'empattement au lieu de 2,52 m), qui accuse 100 kg de plus sur la balance. Doté d'une culasse vingt soupapes, le nouveau modèle dispose de plus de 400 chevaux, environ 50 de plus que le coupé classique, à culasse dix soupapes. Les Audi sont chaussées de pneus Michelin.
- Nissan

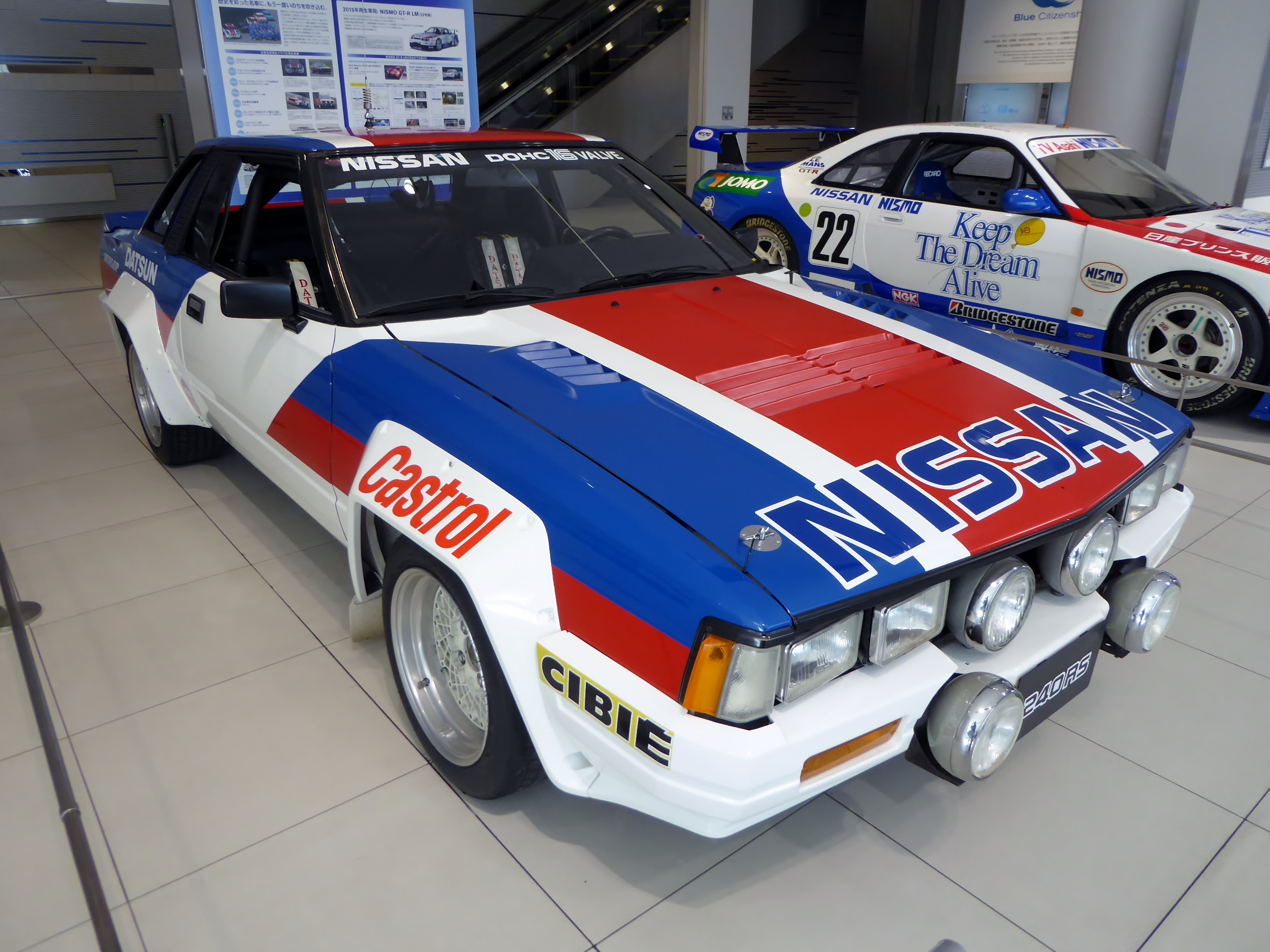
Une Nissan 240RS groupe B

Engagé à titre privé, le Kényan Shekhar Mehta bénéficie cependant de l'assistance officielle du constructeur japonais. Il dispose d'une 240RS groupe B, qui lui servit de mulet lors du dernier Safari. Ce coupé à transmission classique, d'un poids de l'ordre de 1150 kg, est équipé d'un moteur quatre cylindres de 2340 cm3 alimenté par deux carburateurs double corps Solex, d'une puissance de 260 chevaux à 8000 tr/min. Mehta utilise des pneus Dunlop de fabrication japonaise. Surinder Thatthi avait engagé un modèle identique à celui de son compatriote, mais a déclaré forfait peu avant le départ.
- Mitsubishi

Parmi les nombreuses Mitsubishi privées, on relève la présence d'Eugène Salim et de Samir Assef sur des Lancer Turbo groupe B (moteur quatre cylindres seize soupapes turbocompressé de deux litres de cylindrée, plus de 250 chevaux), ainsi que celle de Patrick Tauziac sur une Colt Groupe A.
- Opel

Alain Ambrosino pilote une Opel Manta 400 groupe B prêtée par l'usine. Disposant d'une transmission classique et d'un moteur quatre cylindres de 2420 cm3 alimenté par deux carburateurs Weber double corps développant 275 chevaux, ce coupé de 1100 kg est équipé de pneus Michelin.
- Peugeot

David Horsey aligne son pick-up 504 homologué en groupe B et dont la benne est remplie d'outils et de pièces de rechange, l'équipage assurant sa propre assistance.

## Déroulement de la course

### Première étape

#### Abidjan - Bondoukou
Les cinquante équipages s'élancent d'Abidjan le mercredi soir, en direction du nord-est. Le premier tronçon, sur asphalte ne pose aucun problème, mais après le premier secteur sur terre, vingt-trois voitures sont déjà hors course ! Peu après, entre Alépé et Yakassé, les conditions sont rendues très difficiles par les bourbiers, et treize autres concurrents doivent abandonner. Sans adversaire à leur portée, les deux Audi de Stig Blomqvist et Hannu Mikkola contrôlent facilement la course, devant l'Opel d'Alain Ambrosino et la Nissan de Shekhar Mehta qui se disputent la troisième place. Mehta prend tout d'abord l'avantage sur Ambrosino avant qu'un problème de courroie de ventilateur ne le fasse rétrograder derrière l'Opel. Sans forcer, Blomqvist et Mikkola rallient Bondoukou dans cet ordre, avec trois quarts d'heure d'avance sur Ambrosino. Derrière Mehta, quatrième, les deux Mitsubishi de Salim et Assef ont été retardées, Salim ayant eu des ennuis d'allumage alors qu'Assef est sorti dans une ravine, endommageant suspension et direction.

#### Bondoukou - Yamoussoukro
Après quelques heures de repos, les rescapés reprennent la piste, en direction de Yamoussoukro. Le difficile du secteur de Tiedo est contourné, les fortes pluies ayant condamné le passage, et le parcours simplifié ne pose pas de problème particulier aux équipages. Blomqvist rallie la capitale en tête, avec cinq minutes d'avance sur son coéquipier Mikkola. Un moment devancé par Mehta, Ambrosino lui reprend la troisième place, devançant la Nissan de trois minutes. Salim a perdu une heure et demie supplémentaire pour réparer son train avant, et c'est Assef qui occupe la cinquième place, avec plus de deux heures de retard sur les Audi de tête. Il ne reste plus que douze voitures en course.

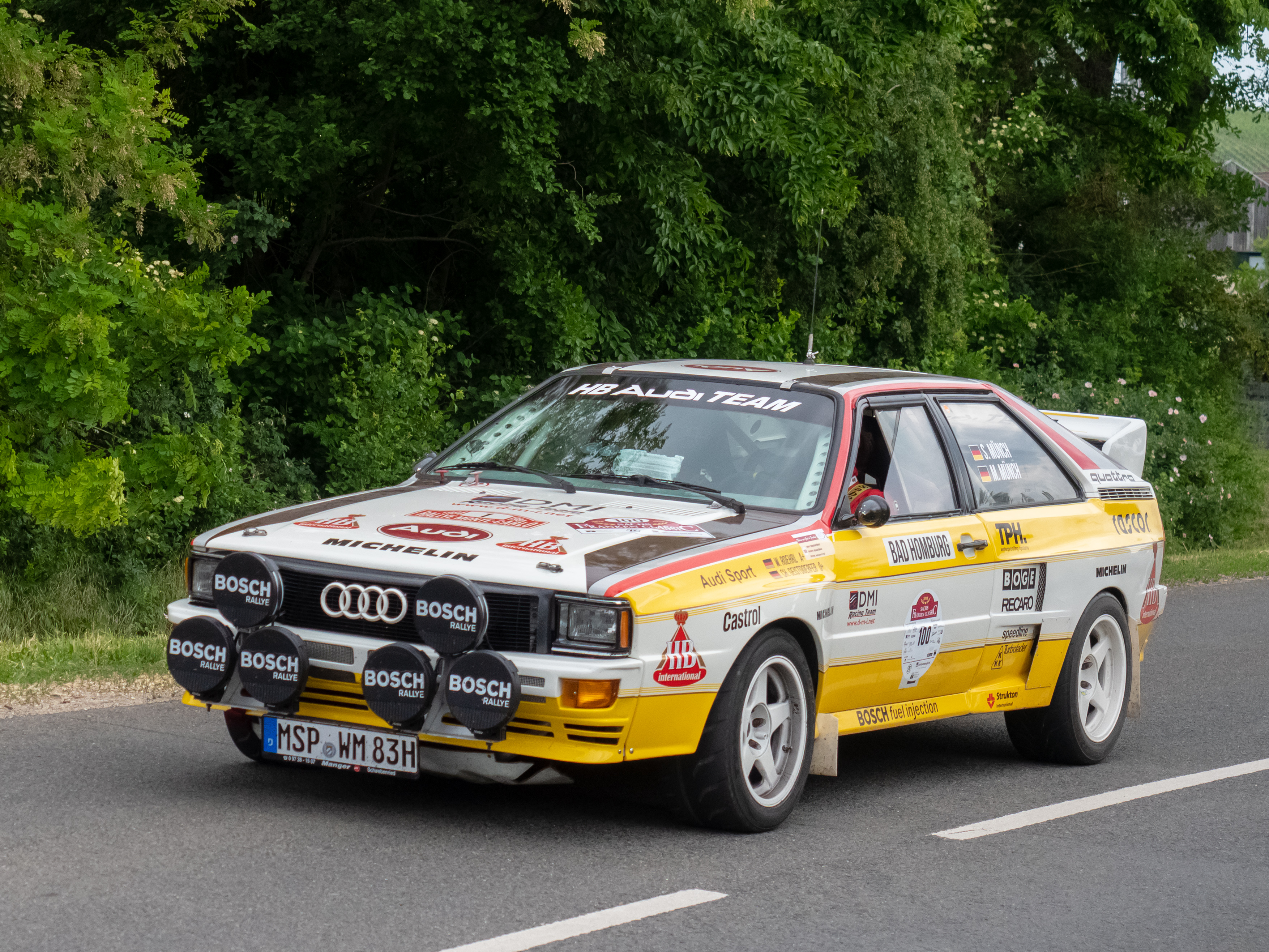
Une Audi Quattro A2 semblable à celle de Mikkola, deuxième à cinq minutes de Blomqvist après la première étape.

| Pos. | Pilote          | Copilote         | Voiture                 | Groupe | Pénalisations | Écart        |
| ---- | --------------- | ---------------- | ----------------------- | ------ | ------------- | ------------ |
| 1    | Stig Blomqvist  | Björn Cederberg  | Audi Sport Quattro      | B      | 1 h 31 min    |              |
| 2    | Hannu Mikkola   | Arne Hertz       | Audi Quattro A2         | B      | 1 h 36 min    | + 5 min      |
| 3    | Alain Ambrosino | Daniel Le Saux   | Opel Manta 400          | B      | 2 h 26 min    | + 55 min     |
| 4    | Shekhar Mehta   | Rob Combes       | Nissan 240RS            | B      | 2 h 29 min    | + 58 min     |
| 5    | Samir Assef     | Solange Barrault | Mitsubishi Lancer Turbo | B      | 3 h 39 min    | + 2 h 08 min |
| 6    | David Horsey    | David Williamson | Peugeot 504 pick-up     | B      | 3 h 47 min    | + 2 h 16 min |
| 7    | Adolphe Choteau | Christian Boy    | Audi Quattro A1         | B      | 5 h 10 min    | + 3 h 39 min |
| 8    | Michel Molinié  | Marc Molinié     | Toyota Celica GT        | B      | 5 h 17 min    | + 3 h 46 min |
| 9    | Eugène Salim    | Clément Konan    | Mitsubishi Lancer Turbo | B      | 5 h 20 min    | + 3 h 49 min |
| 10   | Claude Thibault | Claude Papin     | Mitsubishi Colt Lancer  | A      | 6 h 29 min    | + 4 h 58 min |

### Deuxième étape

#### Yamoussoukro - Daloa
Les concurrents restant en course le vendredi, peu après minuit. En dehors de la poussière, les pistes ne posent pas de difficulté particulière. Blomqvist et Mikkola roulent sans forcer, et conservent leurs cinq minutes d'écart jusqu'à Daloa, qu'ils rallient en début de matinée. Ambrosino et Mehta échangent leurs positions à plusieurs reprises, pour finalement rejoindre le parc fermé à égalité à la troisième place. Assef a perdu la cinquième place à cause d'une erreur de parcours et c'est désormais le pick-up Peugeot de Horsey qui pointe au cinquième rang. Il reste onze équipages en course.

#### Daloa - Yamoussoukro
Le retour sur Yamassoukro s'effectue de jour ; les pistes sont pour la plupart sèches. Le duel pour la troisième place, entre Mehta et Ambrosino, reste très serré jusqu'à ce que ce dernier ne manque un virage, peu avant Divo, perdant huit minutes avant de pouvoir repartir. Au même moment, Mikkola est retardé par un bris de ressort ; il parvient à joindre le point d'assistance, soixante kilomètres plus loin, mais perd vingt-cinq minutes. Blomqvist rallie le par fermé en fin d'après-midi avec désormais près d'une demi-heure d'avance sur Mikkola. Respectivement troisième et quatrième, Mehta et Ambrosino sont à plus d'une heure, Horsey et son pick-up conservant la cinquième place avec une avance considérable sur les Mitsubishi d'Assef et de Salim. Il ne reste plus que neuf voitures en course.
| Pos. | Pilote          | Copilote         | Voiture                 | Groupe | Pénalisations | Écart         |
| ---- | --------------- | ---------------- | ----------------------- | ------ | ------------- | ------------- |
| 1    | Stig Blomqvist  | Björn Cederberg  | Audi Sport Quattro      | B      | 2 h 49 min    |               |
| 2    | Hannu Mikkola   | Arne Hertz       | Audi Quattro A2         | B      | 3 h 18 min    | + 29 min      |
| 3    | Shekhar Mehta   | Rob Combes       | Nissan 240RS            | B      | 4 h 03 min    | + 1 h 14 min  |
| 4    | Alain Ambrosino | Daniel Le Saux   | Opel Manta 400          | B      | 4 h 19 min    | + 1 h 30 min  |
| 5    | David Horsey    | David Williamson | Peugeot 504 pick-up     | B      | 7 h 48 min    | + 4 h 59 min  |
| 6    | Samir Assef     | Solange Barrault | Mitsubishi Lancer Turbo | B      | 9 h 48 min    | + 6 h 59 min  |
| 7    | Eugène Salim    | Clément Konan    | Mitsubishi Lancer Turbo | B      | 10 h 56 min   | + 8 h 07 min  |
| 8    | Michel Molinié  | Marc Molinié     | Toyota Celica GT        | B      | 12 h 49 min   | + 10 h 00 min |
| 9    | Patrick Tauziac | Lois Cournil     | Mitsubishi Colt Lancer  | A      | 14 h 54 min   | + 12 h 05 min |

### Troisième étape

#### Yamoussoukro - San-Pédro
Les neuf équipages restant en courses repartent de Yamoussoukro le samedi matin, en direction de San-Pédro. Personne ne force le rythme, chacun assurant sa position. Malgré un problème de direction assistée, Mikkola perd un minimum de temps et sa deuxième place, derrière son coéquipier Blomqvist, n'est en rien menacée, les deux Audi conservant une avance considérable sur la Nissan de Mehta et l'Opel d'Ambrosino. Assef perd plus d'une heure pour faire remplacer le joint de culasse de Sa Mitsubishi. Un étrier de freins cassé peu après va lui coûter une heure et demie supplémentaire et le pilote libanais se parvient pas à rejoindre le parc fermé de San-Pédro dans les délais autorisés. Exclu par les organisateurs, il décide cependant de faire appel, afin de pouvoir continuer, mais sa mise hors-course sera confirmée à l'arrivée.

#### San-Pédro - Taï - San-Pédro - Abidjan

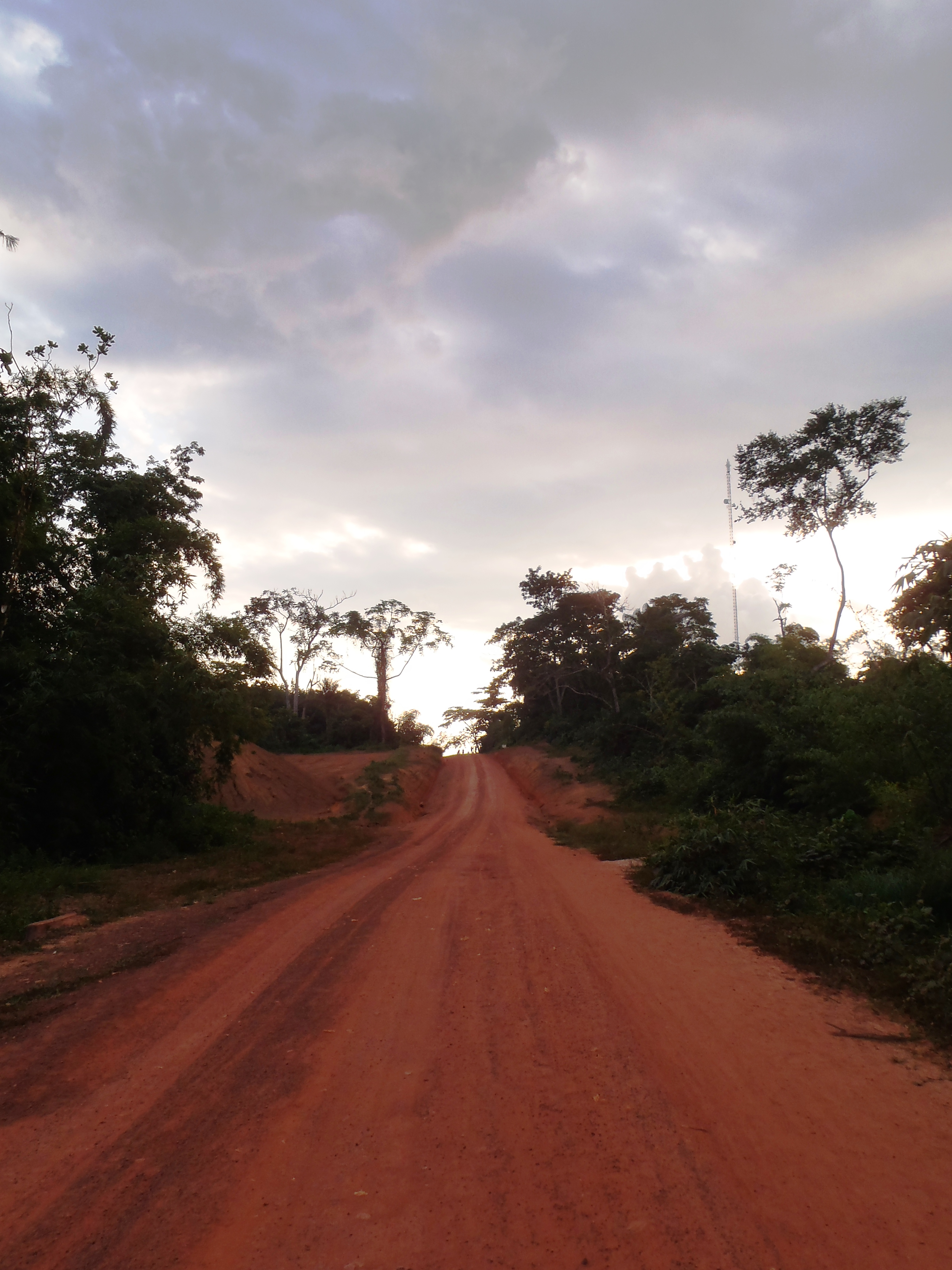
Une des pistes de la forêt de Taï, sur le parcours de la troisième étape.

Les concurrents repartent de San-Pédro le samedi soir, et vont longer la frontière libérienne. Jusque Zro, les pistes ne présentent pas de difficulté mais plus au nord les pluies des jours précédents ont rendu les routes impraticables. Dans la forêt de Taï, les équipages doivent trouver des itinéraires de secours, mais Blomqvist et Mikkola vont se perdre et devoir rebrousser chemin avant de retrouver la trace de Mehta et d'Ambrosino, qui connaissent mieux la région. Les quatre premiers vont parvenir à franchir le secteur dans les délais, mais la chute d'un arbre va ensuite bloquer les autres équipages, qui doivent alors effectuer un très gros détour et se retrouvent hors course. Tous décident néanmoins de faire appel et de continuer. La fin d'étape se déroule sans autre incident, Blomqvist s'adjugeant sa cinquième victoire de la saison et le titre de champion du monde tandis que Mikkola, deuxième, assure le doublé Audi. Mehta et Ambrosino terminent respectivement troisième et quatrième. Conscients des difficultés insurmontables rencontrées, les organisateurs annulent finalement les pénalisations encourues dans le secteur de Taï, permettant à Horsey de conserver la cinquième place et à Patrick Tauziac, sixième, de remporter la victoire en groupe A au volant de sa Mitsubishi.

### Classement général

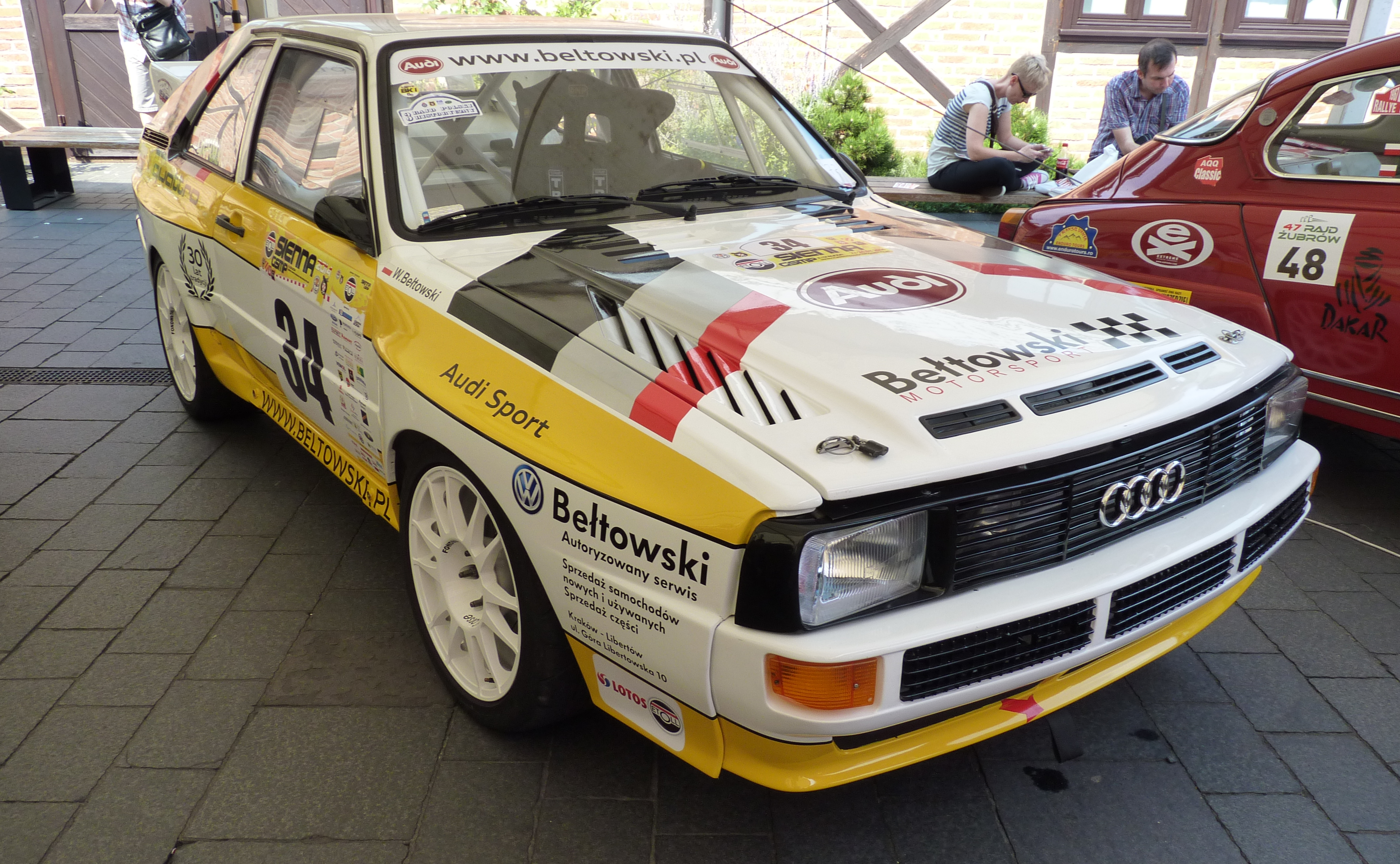
Une Audi Sport Quattro groupe B semblable à celle du vainqueur, Stig Blomqvist.

| Pos | No | Pilote          | Copilote         | Voiture                | Pénalisations | Écart         | Groupe |
| --- | -- | --------------- | ---------------- | ---------------------- | ------------- | ------------- | ------ |
| 1   | 1  | Stig Blomqvist  | Björn Cederberg  | Audi Sport Quattro     | 5 h 24 min    |               | B      |
| 2   | 3  | Hannu Mikkola   | Arne Hertz       | Audi Quattro A2        | 5 h 46 min    | + 22 min      | B      |
| 3   | 2  | Shekhar Mehta   | Rob Combes       | Nissan 240RS           | 6 h 28 min    | + 1 h 04 min  | B      |
| 4   | 4  | Alain Ambrosino | Daniel Le Saux   | Opel Manta 400         | 7 h 03 min    | + 1 h 39 min  | B      |
| 5   | 11 | David Horsey    | David Williamson | Peugeot 504 pick-up    | 13 h 58 min   | + 8 h 34 min  | B      |
| 6   | 18 | Patrick Tauziac | Lois Cournil     | Mitsubishi Colt Lancer | 24 h 13 min   | + 18 h 49 min | A      |

### Équipages de tête
- Stig Blomqvist -  Björn Cederberg (Audi Sport Quattro) : du C.H. n°1 au C.H. n°56

## Résultats des principaux engagés
| No | Pilote           | Copilote         | Voiture                 | Groupe | Classement général                 | Class. groupe |
| -- | ---------------- | ---------------- | ----------------------- | ------ | ---------------------------------- | ------------- |
| 1  | Stig Blomqvist   | Björn Cederberg  | Audi Sport Quattro      | B      | 1er                                | 1er           |
| 2  | Shekhar Mehta    | Rob Combes       | Nissan 240RS            | B      | 3e à 1 h 04 min                    | 3e            |
| 3  | Hannu Mikkola    | Arne Hertz       | Audi Quattro A2         | B      | 2e à 22 min                        | 2e            |
| 4  | Alain Ambrosino  | Daniel Le Saux   | Opel Manta 400          | B      | 4e à 1 h 39 min                    | 4e            |
| 5  | Eugène Salim     | Clément Konan    | Mitsubishi Lancer Turbo | B      | ab. dans la 3e étape (hors course) | -             |
| 6  | Samir Assef      | Solange Barrault | Mitsubishi Lancer Turbo | B      | ab. dans la 3e étape (hors délais) | -             |
| 8  | Surinder Thatthi | Norman Main      | Nissan 240RS            | B      | Forfait au départ                  | -             |
| 9  | Adolphe Choteau  | Christian Boy    | Audi Quattro A1         | B      | ab. dans la 2e étape (radiateur)   | -             |
| 11 | David Horsey     | David Williamson | Peugeot 504 pick-up     | B      | 5e à 8 h 34 min                    | 5e            |
| 14 | Claude Thibault  | Claude Papin     | Mitsubishi Colt Lancer  | A      | ab. dans la 2e étape (suspension)  | -             |
| 15 | Michel Molinié   | Marc Molinié     | Toyota Celica GT        | B      | ab. dans la 3e étape (hors délais) | -             |
| 18 | Patrick Tauziac  | Lois Cournil     | Mitsubishi Colt Lancer  | A      | 6e à 18 h 49 min                   | 1er           |

## Classement du championnat des conducteurs à l'issue de la course
- Attribution des points : 20, 15, 12, 10, 8, 6, 4, 3, 2, 1 respectivement aux dix premiers de chaque épreuve.
- Seuls les sept meilleurs résultats (sur douze épreuves) sont retenus pour le décompte final des points. Stig Blomqvist doit donc décompter les huit points marqués en Corse.

| Pos. | Pilote              | Marque     | Points    | M-C | SUE | POR | SAF | COR | ACR | NZ | ARG | FIN | SAN | CIV | RAC |
| ---- | ------------------- | ---------- | --------- | --- | --- | --- | --- | --- | --- | -- | --- | --- | --- | --- | --- |
| 1    | Stig Blomqvist      | Audi       | 125 (133) | 15  | 20  | -   | -   | (8) | 20  | 20 | 20  | 10  | -   | 20  |     |
| 2    | Hannu Mikkola       | Audi       | 101       | 12  | -   | 20  | 12  | -   | 15  | 12 | 15  | -   | -   | 15  |     |
| 3    | Markku Alén         | Lancia     | 90        | 3   | -   | 15  | 10  | 20  | 12  | 15 | -   | 15  | -   | -   |     |
| 4    | Attilio Bettega     | Lancia     | 49        | 8   | -   | 12  | -   | 4   | 10  | -  | -   | -   | 15  | -   |     |
| 5    | Massimo Biasion     | Lancia     | 43        | 6   | -   | 10  | -   | 15  | -   | -  | -   | -   | 12  | -   |     |
| 6    | Ari Vatanen         | Peugeot    | 40        | -   | -   | -   | -   | -   | -   | -  | -   | 20  | 20  | -   |     |
| 7    | Björn Waldegård     | Toyota     | 28        | -   | -   | -   | 20  | -   | -   | 8  | -   | -   | -   | -   |     |
| 8    | Walter Röhrl        | Audi       | 26        | 20  | -   | 6   | -   | -   | -   | -  | -   | -   | -   | -   |     |
| 9    | Shekhar Mehta       | Nissan     | 24        | -   | -   | -   | 8   | -   | 4   | -  | -   | -   | -   | 12  |     |
| 10   | Timo Salonen        | Nissan     | 21        | 1   | -   | -   | 4   | -   | 6   | 10 | -   | -   | -   | -   |     |
| 11   | Jean Ragnotti       | Renault    | 20        | -   | -   | 8   | -   | 12  | -   | -  | -   | -   | -   | -   |     |
| 12   | Per Eklund          | Audi       | 18        | -   | 12  | -   | -   | -   | -   | -  | -   | 6   | -   | -   |     |
| 12=  | Jean-Pierre Nicolas | Peugeot    | 18        | -   | -   | -   | -   | 10  | -   | -  | -   | -   | 8   | -   |     |
| 14   | Michèle Mouton      | Audi       | 15        | -   | 15  | -   | -   | -   | -   | -  | -   | -   | -   | -   |     |
| 14=  | Rauno Aaltonen      | Opel       | 15        | -   | -   | -   | 15  | -   | -   | -  | -   | -   | -   | -   |     |
| 16   | Jorge Recalde       | Audi       | 12        | -   | -   | -   | -   | -   | -   | -  | 12  | -   | -   | -   |     |
| 16=  | Henri Toivonen      | Lancia     | 12        | -   | -   | -   | -   | -   | -   | -  | -   | 12  | -   | -   |     |
| 16=  | Kalle Grundel       | Volkswagen | 12        | 2   | -   | 4   | -   | -   | -   | -  | -   | -   | 6   | -   |     |
| 19   | Jean-Luc Thérier    | Renault    | 10        | 10  | -   | -   | -   | -   | -   | -  | -   | -   | -   | -   |     |
| 19=  | Mats Jonsson        | Opel       | 10        | -   | 10  | -   | -   | -   | -   | -  | -   | -   | -   | -   |     |
| 19=  | Mario Stillo        | Renault    | 10        | -   | -   | -   | -   | -   | -   | -  | 10  | -   | -   | -   |     |
| 19=  | Fabrizio Tabaton    | Lancia     | 10        | -   | -   | -   | -   | -   | -   | -  | -   | -   | 10  | -   |     |
| 19=  | Alain Ambrosino     | Opel       | 10        | -   | -   | -   | -   | -   | -   | -  | -   | -   | -   | 10  |     |